# Ktyr elegans
Ktyr elegans är en tvåvingeart som beskrevs av Pavel Lehr 1972. Ktyr elegans ingår i släktet Ktyr och familjen rovflugor. Inga underarter finns listade i Catalogue of Life.